# فرهادان
فرهادان (بالفارسية: فرهادان) هي مستوطنة تقع في Sangar Rural District في إيران. يقدر عدد سكانها بـ 138 نسمة .